# Rosendala station
Rosendala station, senare ’’Huskvarna Norra station’’, var en station på smalspåriga Jönköping–Gripenbergs Järnväg vid Huskvarnaåns utlopp i Vättern på Oset utanför Huskvarna. Stationen uppfördes 1894 vid den lastbrygga i Vättern, Rosendala brygga, som anlagts på Rosendala gårds ägor 1853.
Från Rosendala station fortsatte järnvägen från Jönköping norrut öster om Vättern mot Gisebo och slutstationen Vireda. Det gick också en bandel för godstrafik från 1894 till Huskvarna Östra station och Husqvarna Vapenfabrik och en bandel för persontrafik till stationen Huskvarna Stad, som låg vid Unionshuset vid Esplanaden (korsningen av Drottninggatan och Erik Dahlbergsgata). Sträckan från Rosendala station till Huskvarna Stad anlades 1923, och den drogs främst för att hålla emot konkurrensen från busstrafiken som växte under det tidiga 1920-talet. 
Rosendala station revs 1967.